# Hantverksinstitutet

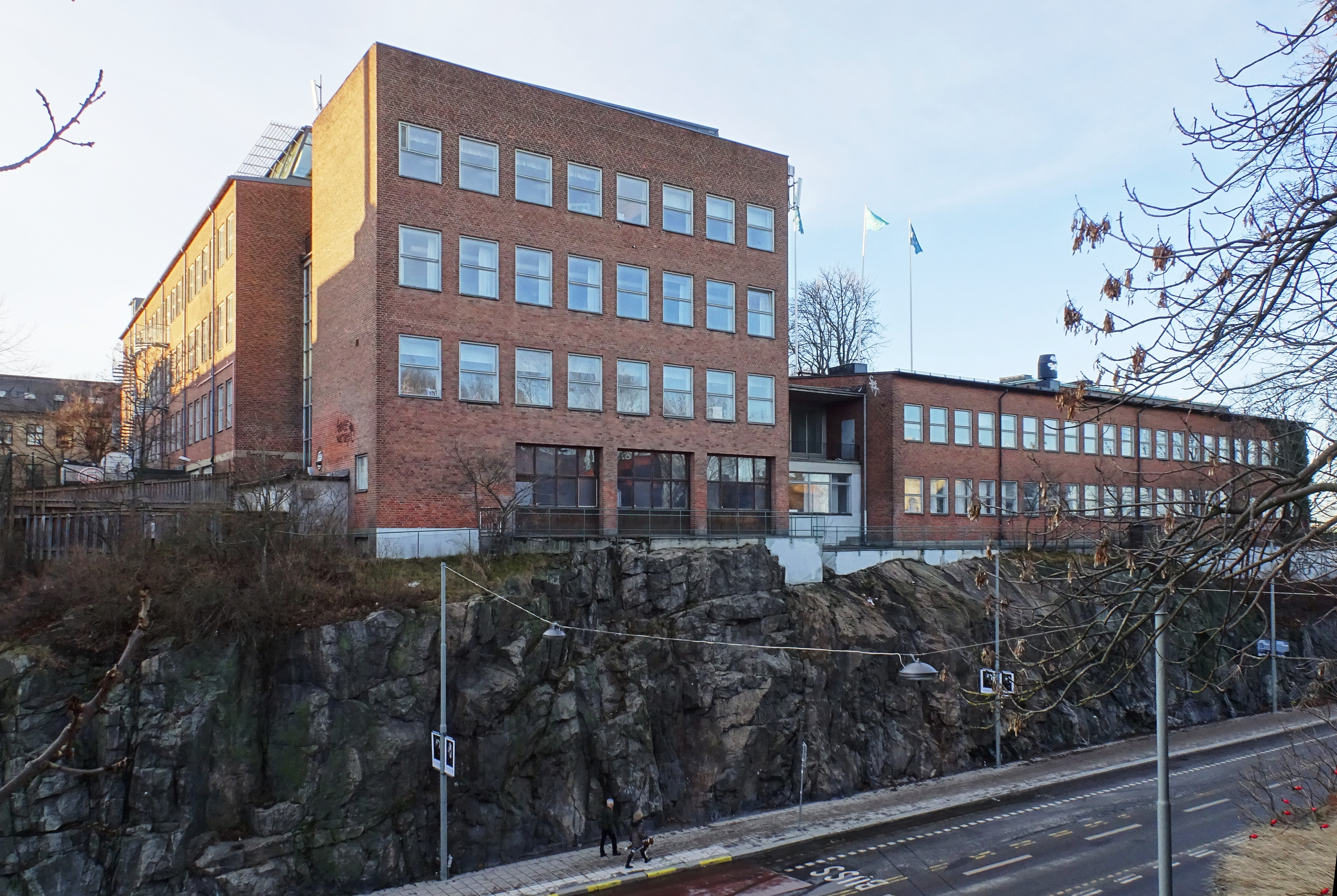
Fasad mot Renstiernas gata, 2017.

Hantverksinstitutet är en byggnad i kvarteret Sandbacken mindre vid Sandbacksgatan 10 på Södermalm i Stockholm. Huset ritades för Statens hantverksinstitut av arkitekt Robert Berghagen i funktionalistisk stil och invigdes 1941. Sedan år 2014 disponeras byggnaden av Vittra AB med flera skolor och verksamheter.

## Statens hantverksinstitut
Statens hantverksinstitut (SHI) existerade mellan 1937 och 1970. Till en början fanns Sveriges hantverksorganisation vars verksamhet började 1922 i blygsam omfattning. 1937 beslöt man att inrätta ett statligt hantverksinstitut. Institutets uppgifter var att bland annat öka skickligheten för yrkesverksamma inom hantverk genom att anordna kurser och föreläsningar samt tillhandahålla ändamålsenliga verkstads- och övningslokaler. Till institutets uppgifter hörde även att bygga upp ett centralt yrkesbibliotek. SHI upphörde i juni 1970 och dess uppgifter övertogs av Statens institut för företagsutveckling (SIFU) som sedermera uppgick i Statens Industriverk (SIND).

## Historiska bilder

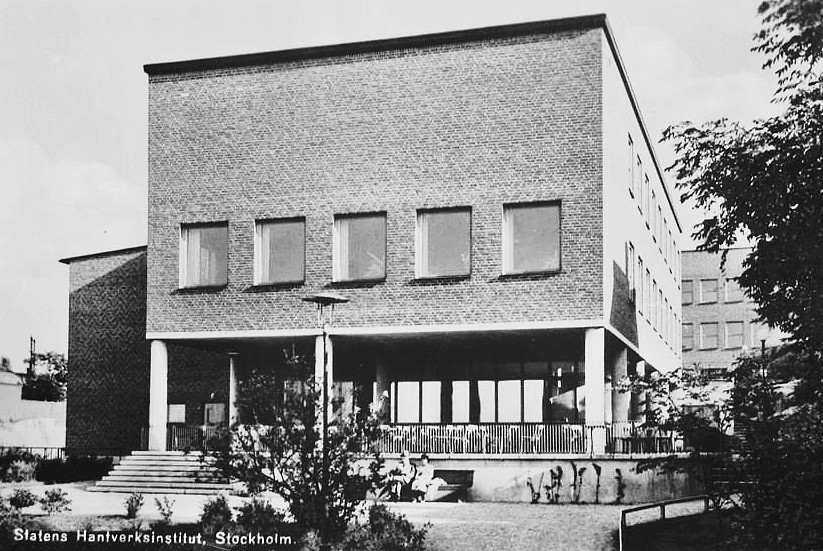
Gaveln mot norr
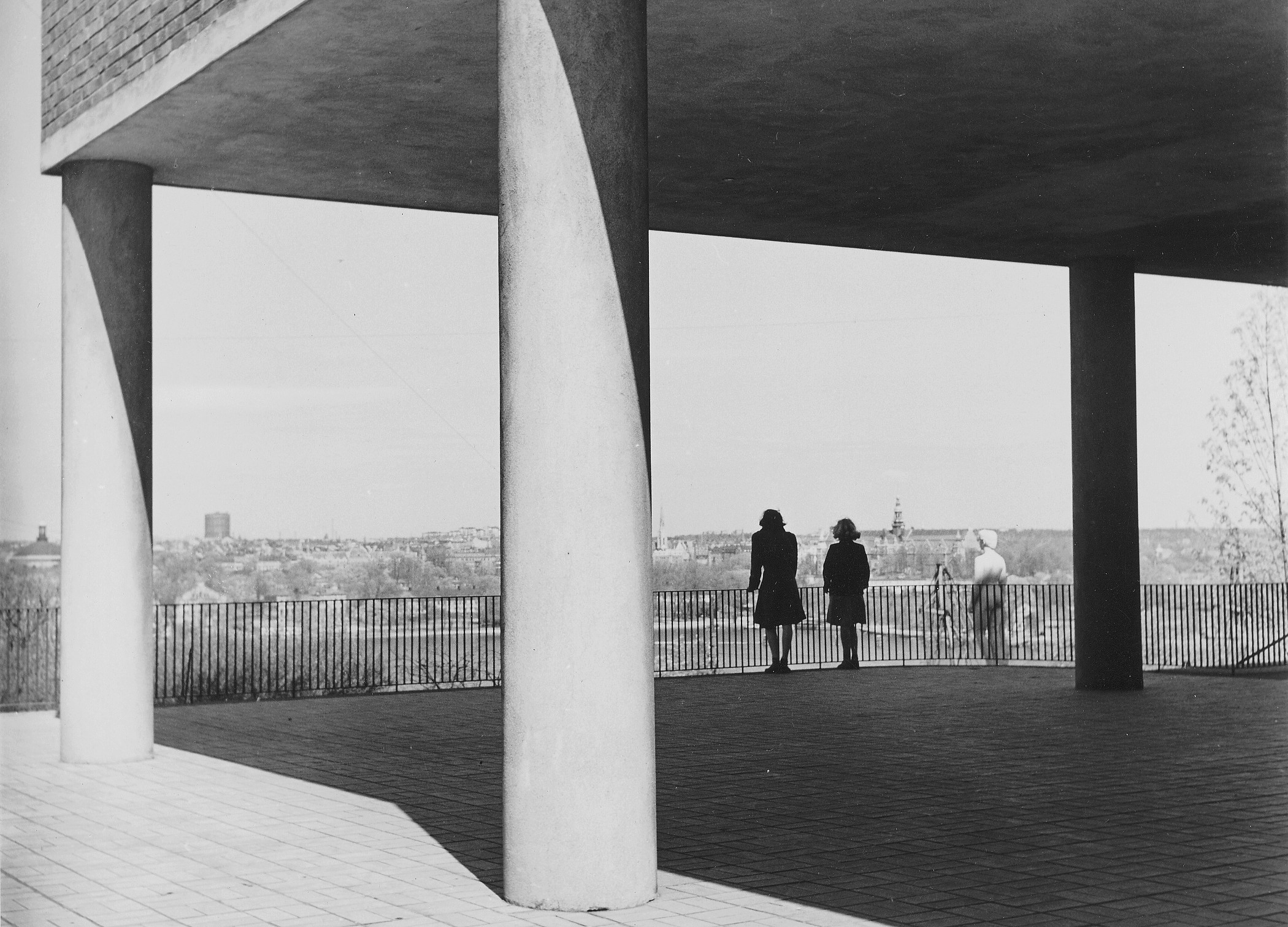
Utsikten från norra gaveln
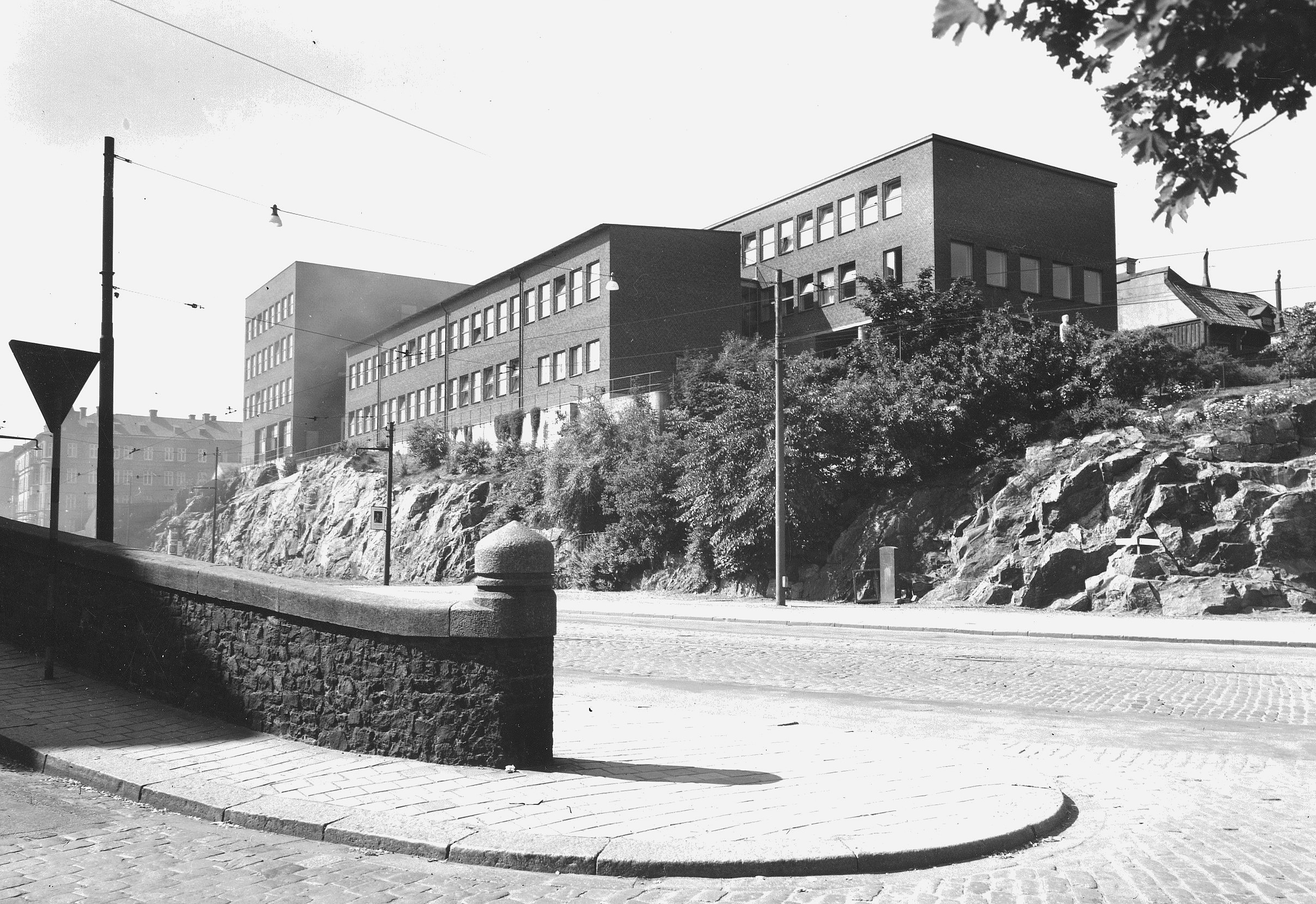
Fasad mot Renstiernas gata
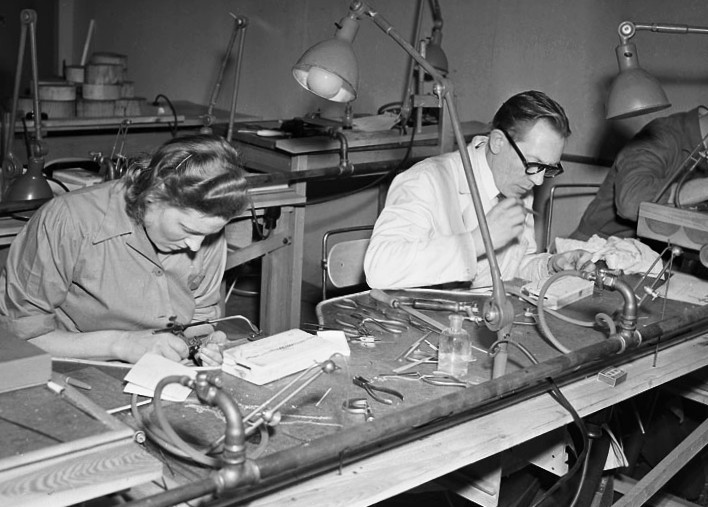
Guldsmeder i arbete

## Byggnaden
Det nyinrättade Hantverksinstitut skulle utöva sin verksamhet i en för ändamålet ny uppförd skolbyggnad. Till arkitekt anlitades Robert Berghagen. Fastigheten blev tomt nr 25 i Sandbacken mindre (nuvarande nr 42), som ligger högt uppe på en klippa vid den då nyligen utsprängda Renstiernas gatans västra sida. På platsen fanns bara några 1700-tals trähus som var ganska nergångna och en rest av den bebyggelse som en gång låg vid Östra Quarn Gränd (dagens Stigbergsgatan och Sandbacksgatan). 
Berghagen ritade en monumental anläggning som består av flera släta, kubiska volymer som sträcker sig parallellt med Renstiernas gata och i vinkel i söder. Byggnadens olika verksamheter förlades i var sin byggnadskropp. Kontors-, chefs- och expeditionslokaler anordnades i nordvästra längan där pelare lyfter norra gaveln över en terrass. Lärosalarna fanns i längan mot Renstiernas gata och vinkelbyggnaden i söder, som är störst med fyra våningar, låg verkstäderna och laboratorier. Huvudentrén anordnades i inre vinkeln och nås från Sandbacksgatan.
Hantverksinstitutets hus blev ett kristidsbygge som sattes igång i början av andra världskriget. De ursprungligen planerade betongfasaderna i funktionalismens stil fick översättas till rött murtegel. Söder om Hantverksinstitutets byggnad i hörnet Renstiernas gata / Tjärhovsgatan uppfördes 1949-50 verkstadsbyggnaden för Stockholms Hantverksförening. Även den ritades av Robert Berghagen.

## Nutida bilder

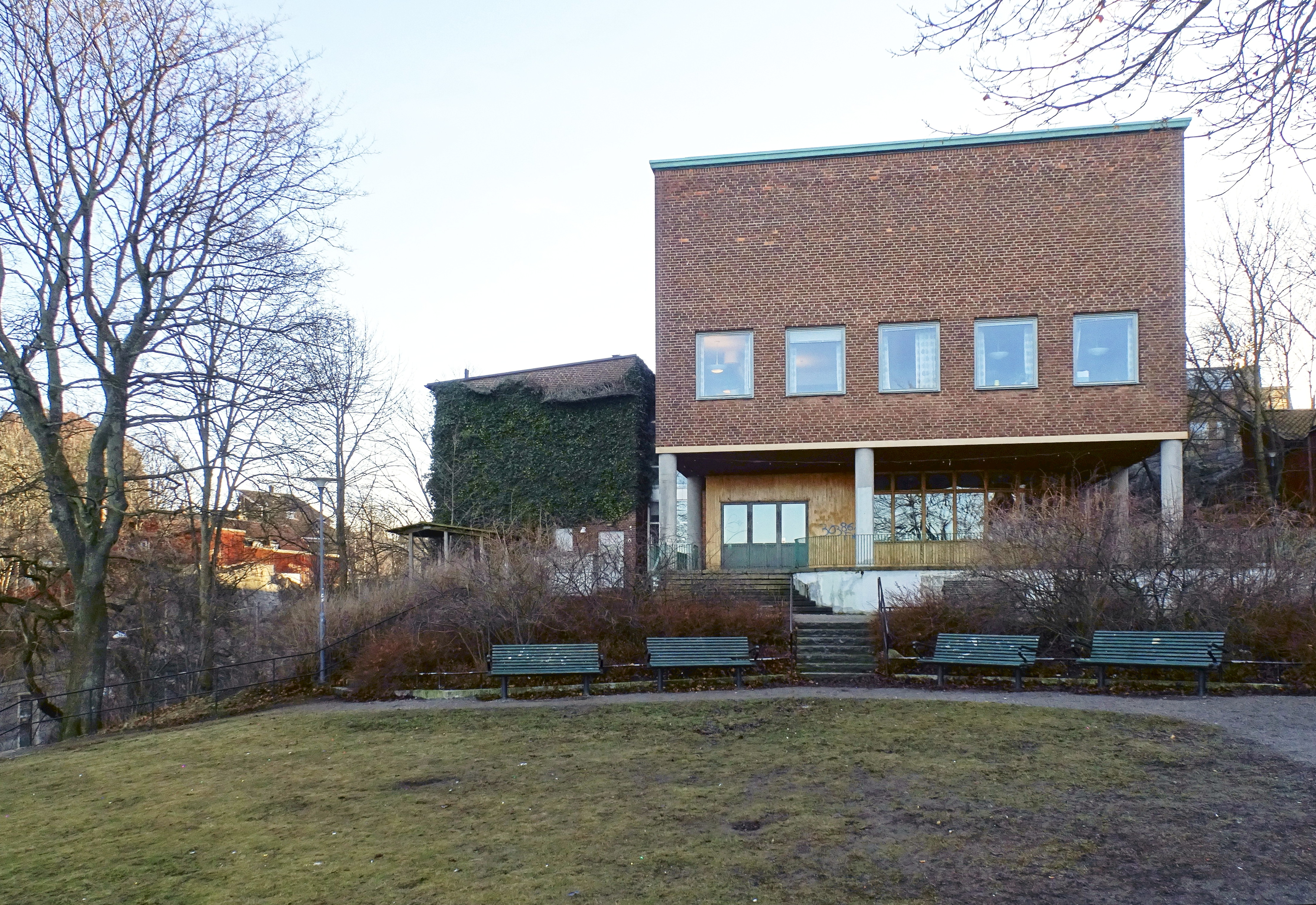
Gaveln mot norr
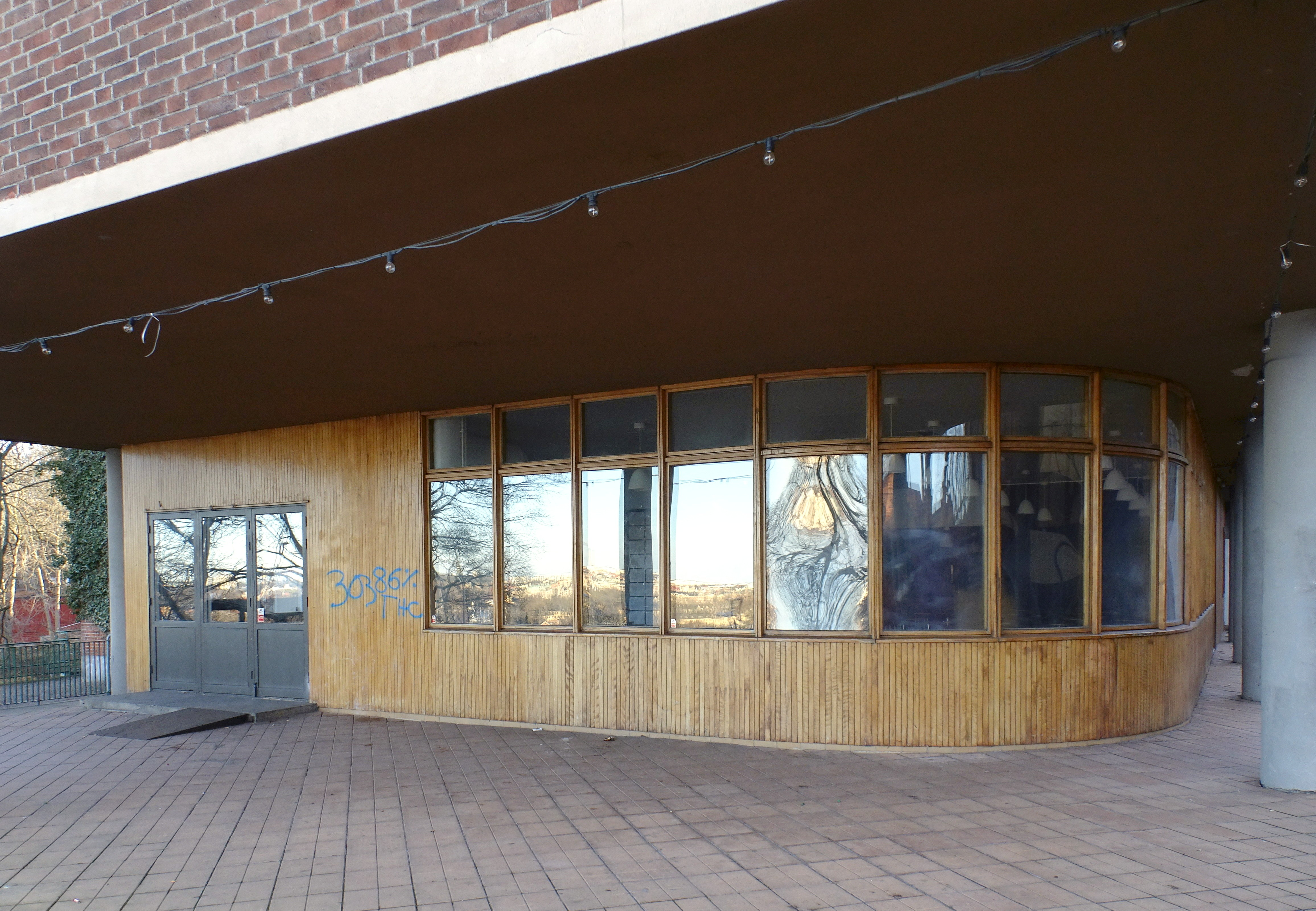
Entrén vid norra gaveln
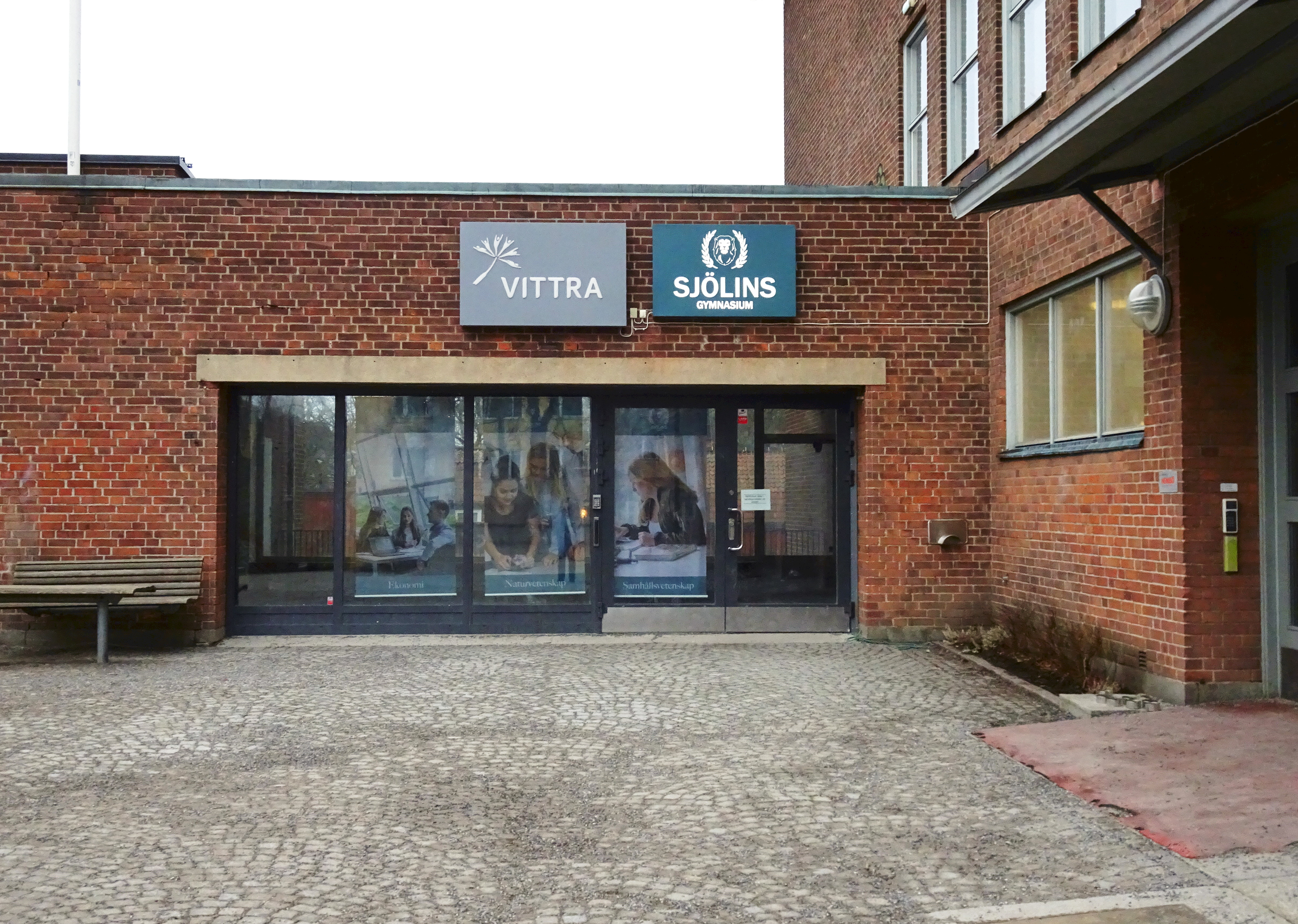
Huvudentrén mot Sandbacksgatan
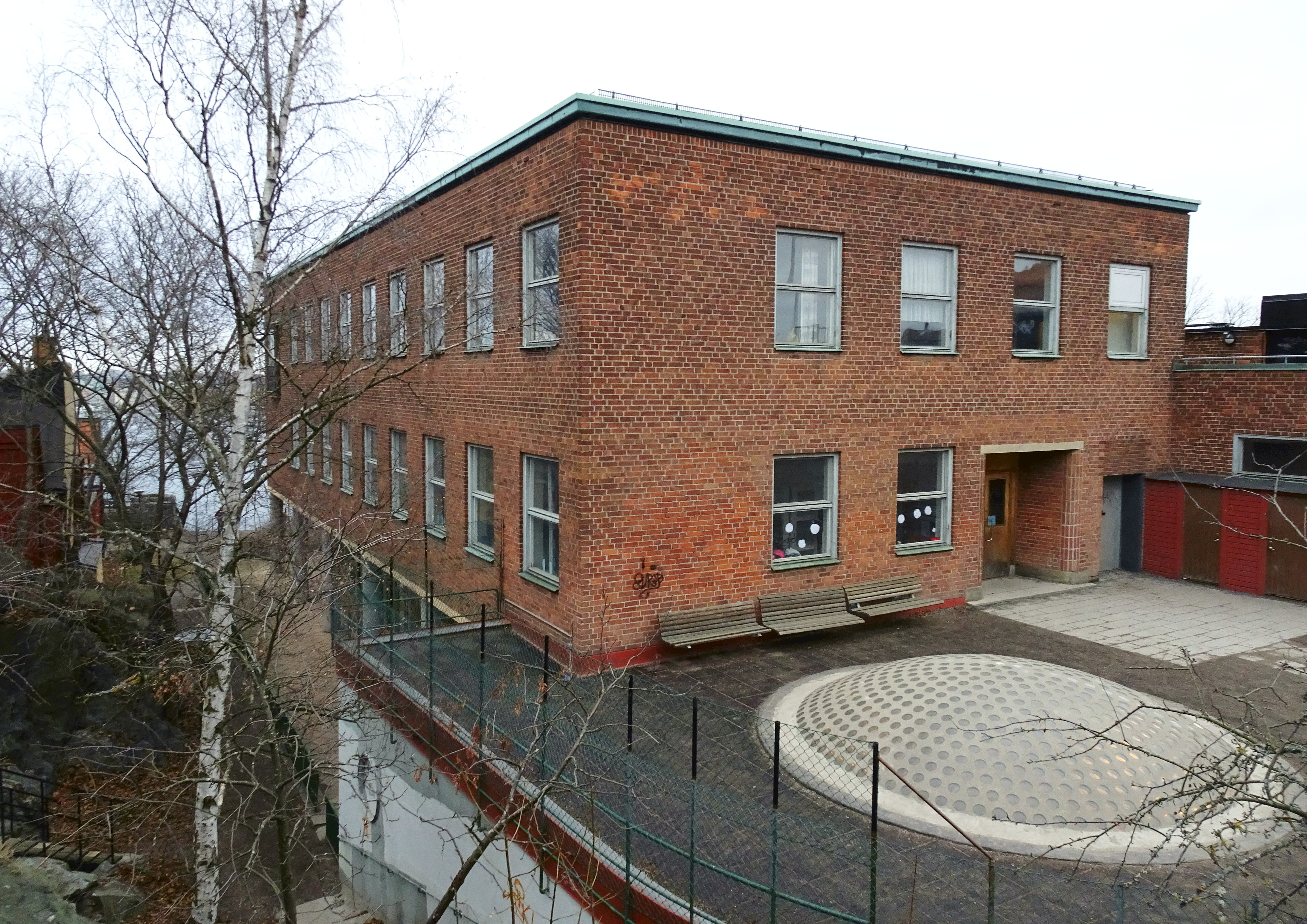
Administrationsbyggnaden mot Glasbruksklippan